# Wifisfuneral
Wifisfuneral, pseudonimo di Isaiah Rivera (Bronx, 20 marzo 1997), è un rapper e compositore statunitense.
È noto soprattutto per i suoi mixtape Black Heart Revenge, When Hell Falls, Ethernet e Boy Who Cried Wolf. Ha firmato un contratto discografico con la Alamo Records e Interscope Records nel 2017.

## Biografia
Isaiah Rivera è nato nel Bronx, a New York, da madre portoricana e padre giamaicano. Rivera fu cresciuto da sua madre e dal patrigno, dopo che suo padre, che era un rapper del Bronx, lasciò la famiglia quando Rivera aveva solo 6 mesi. Quando ha compiuto 7 anni, la famiglia si è trasferita a Palm Beach, in Florida. Sua madre e suo patrigno si sciolsero più tardi quando Rivera aveva 12 anni.
Rivera era originariamente conosciuto come Izzy Kill$, ma in seguito scelse di il nome Wifisfuneral, che ottenne dal suo intimo amico DJ Scheme. L'interesse di Rivera per l'hip hop è iniziato quando ha visto per la prima volta il video musicale di Mo Money Mo Problems di The Notorious B.I.G. con Puff Daddy e Ma$e.

## Carriera

### Black Heart Revenge,When Hell FallseBoy Who Cried Wolf(2016-2017)
Dopo aver abbandonato le superiori ed essere stato cacciato da casa sua durante il secondo anno, Rivera ha iniziato a lavorare nel settore dell'hip hop. Durante la registrazione di musica durante questo periodo, ha combattuto contro problemi di abuso di sostanze quali cocaina, xanax e adderall. Mentre lavorava per Black Heart Revenge, Rivera ha fatto involontariamente un sovradosaggio di cocaina e adderall. Dopo essersi ripreso, riprese il suo lavoro nell'album mentre teneva sotto controllo la dipendenza.
Il 27 gennaio 2017, Rivera ha pubblicato When Hell Falls. Originariamente doveva essere la sua nota di suicidio, ma ha deciso di trasformarla in un album. Il progetto ha richiesto un totale di due settimane per essere completato e, al momento del lancio, ha attirato l'attenzione di Todd Moscowitz, che ha firmato Rivera con la sua etichetta, Alamo Records. Sempre nel 2017 ha pubblicato il suo mixtape successivo Boy Who Cried Wolf, dal nome della favola popolare di Esopo, ricevendo generalmente recensioni positive.

### EtherneteConn3ct3d(2018-presente)
Il quarto mixtape Ethernet aveva una data di uscita prefissata per maggio 2018, ma in seguito è stata cambiata a causa di problemi di eliminazione di campioni e funzionalità. L'album è stato lanciato l'8 giugno 2018. L'album è noto per i suoi strumentali atmosferici, spettrali e malinconici, ad eccezione di Juvenile, con il rapper YBN Nahmir, che ricorda lo stile hyphy.
Il 12 giugno 2018, Rivera è stato inserito nella Freshman Class del 2018 di XXL, insieme ad altri otto rapper emergenti.
L'11 gennaio 2019, Rivera ha pubblicato Conn3ct3d, un progetto congiunto col frequente collaboratore Robb Banks e il produttore discografico Cris Dinero, coi quali formerà il gruppo Connected. Conn3ct3d è stato preceduto dai due singoli: Movin Slow, che è stato divulgato il 16 aprile 2018 prima della pubblicazione tre giorni dopo, e Can't Feel My Face, che è stato pubblicato il 9 gennaio 2019. Prima dell'uscita dell'album sono stati divulgati anche gli altri due brani EA e Neglect (originariamente chiamata The Art of Neglection) rispettivamente l'8 aprile e il 15 ottobre 2018.

## Discografia

### Album in studio
- 2019 – Conn3ct3d

### Mixtape
- 2016 – Black Heart Revenge
- 2017 – When Hell Falls
- 2017 – Boy Who Cried Wolf
- 2018 – Ethernet

### EP
- 2018 – Last Time Doing Drugs
- 2018 – Leave Me The Fuck Alone